# Тромбетта, Луиджи
Луиджи Тромбетта (итал. Luigi Trombetta; 3 февраля 1820, Ланувио, Папская область — 17 января 1900, Рим, королевство Италия) — итальянский куриальный кардинал, доктор обоих прав. Заместитель секретаря Священной Конгрегации по делам епископов и монашествующих с 24 февраля 1863 по 20 июня 1893. Про-секретарь Священной Конгрегации по делам епископов и монашествующих с 20 июня 1893 по 24 декабря 1896. Секретарь Священной Конгрегации по делам епископов и монашествующих с 24 декабря 1896 по 19 июня 1899. Кардинал-дьякон с 19 июня 1899, с титулярной диаконией Сант-Эустакьо с 22 июня 1899.